# Hendrik I van Beieren
Hendrik I van Beieren (circa 919/922 - Pöhlde, 1 november 955) was in 940 korte tijd hertog van Lotharingen en van 948 tot aan zijn dood hertog van Beieren. Hij behoorde tot het huis der Liudolfingen.

## Levensloop
Hendrik I was een zoon van koning Hendrik de Vogelaar van het Oost-Frankische Rijk uit diens huwelijk met Mathilde van Ringelheim. Zijn broer Otto I werd in 936 koning van het Oost-Frankische Rijk.
In 938 voerde Hendrik samen met Everhard III van Franken en Giselbert II van Lotharingen een samenzwering tegen zijn broer Otto, omdat hij ervan overtuigd was dat hij aanspraak kon maken op de Oost-Frankische troon. In 939 werd hij nabij Birten verslagen en vervolgens gedwongen om het rijk te verlaten. Hij vluchtte naar het hof van koning Lodewijk IV van Frankrijk, maar sloot uiteindelijk vrede met zijn broer.
In 940 verwierf Hendrik het hertogdom Lotharingen. Hij kon er zijn heerschappij echter niet handhaven en zijn broer schonk het hertogdom hetzelfde jaar nog aan Otto van Verdun. Vervolgens smeedde hij in 941 opnieuw een complot tegen zijn broer, die hij wilde vermoorden in de Koningspalts van Quedlinburg. De samenzwering werd ontdekt en Hendrik werd in Ingelheim gevangengenomen. Op Kerstmis 941 kreeg hij na een berouwvolle boetedoening genade, terwijl vele van zijn volgelingen ter dood werden gebracht.
De volgende jaren verbeterde de relatie tussen de broers. Dankzij de bemiddeling van Otto huwde Hendrik I met Judith van Beieren, dochter van hertog Arnulf I van Beieren, en in 948 werd hij met het hertogdom Beieren beleend. In Beieren werd zijn benoeming tot hertog aanvankelijk afwijzend onthaald. Tijdens de invallen van de Hongaren in 949-950 toonde hij zich als een succesvolle veldheer en wist hij het hertogdom zelfs uit te breiden. In 951 regelde hij het huwelijk van zijn broer met koningin Adelheid van Italië, waarvoor hij in 952 beloond werd met de markgraafschappen Verona en Aquileia. In 953-954 onderdrukte hij ook bloedig de opstand van Liudolf van Zwaben en Koenraad van Lotharingen tegen zijn broer. Hendrik stierf op 1 november 955 in het klooster van Pöhlde, na een zware ziekte.

## Nakomelingen
Hendrik I en zijn echtgenote Judith van Beieren kregen drie kinderen:
- Hedwig (overleden in 994), huwde met hertog Burchard III van Zwaben
- Gerberga (circa 940 - 1001), abt van de Abdij van Gandersheim
- Hendrik II (951-995), hertog van Beieren

## Voorouders
| Voorouders van Hendrik I van Beieren (919/921-955) | Voorouders van Hendrik I van Beieren (919/921-955)                    | Voorouders van Hendrik I van Beieren (919/921-955)                    | Voorouders van Hendrik I van Beieren (919/921-955)                    | Voorouders van Hendrik I van Beieren (919/921-955)                    | Voorouders van Hendrik I van Beieren (919/921-955)                    | Voorouders van Hendrik I van Beieren (919/921-955)                    | Voorouders van Hendrik I van Beieren (919/921-955)                    | Voorouders van Hendrik I van Beieren (919/921-955)                    |
| -------------------------------------------------- | --------------------------------------------------------------------- | --------------------------------------------------------------------- | --------------------------------------------------------------------- | --------------------------------------------------------------------- | --------------------------------------------------------------------- | --------------------------------------------------------------------- | --------------------------------------------------------------------- | --------------------------------------------------------------------- |
| Overgrootouders                                    | Liudolf van Saksen (806-866) ∞ Oda van Billung (806-913)              | Liudolf van Saksen (806-866) ∞ Oda van Billung (806-913)              | Hendrik van Babenberg (820-886) ∞ Ingeltrude van Friuli (836-867)     | Hendrik van Babenberg (820-886) ∞ Ingeltrude van Friuli (836-867)     | ? (–) ∞ ? (-)                                                         | ? (–) ∞ ? (-)                                                         | ? (–) ∞ ? (-)                                                         | ? (–) ∞ ? (-)                                                         |
| Grootouders                                        | Otto I van Saksen (850–912) ∞ Hedwig van Babenberg (856-903)          | Otto I van Saksen (850–912) ∞ Hedwig van Babenberg (856-903)          | Otto I van Saksen (850–912) ∞ Hedwig van Babenberg (856-903)          | Otto I van Saksen (850–912) ∞ Hedwig van Babenberg (856-903)          | Diederik van Westfalen en Reginhilde (-929) ∞ Reinhild (-)            | Diederik van Westfalen en Reginhilde (-929) ∞ Reinhild (-)            | Diederik van Westfalen en Reginhilde (-929) ∞ Reinhild (-)            | Diederik van Westfalen en Reginhilde (-929) ∞ Reinhild (-)            |
| Ouders                                             | Hendrik de Vogelaar (876-936) ∞ 909 Mathilde van Ringelheim (895-968) | Hendrik de Vogelaar (876-936) ∞ 909 Mathilde van Ringelheim (895-968) | Hendrik de Vogelaar (876-936) ∞ 909 Mathilde van Ringelheim (895-968) | Hendrik de Vogelaar (876-936) ∞ 909 Mathilde van Ringelheim (895-968) | Hendrik de Vogelaar (876-936) ∞ 909 Mathilde van Ringelheim (895-968) | Hendrik de Vogelaar (876-936) ∞ 909 Mathilde van Ringelheim (895-968) | Hendrik de Vogelaar (876-936) ∞ 909 Mathilde van Ringelheim (895-968) | Hendrik de Vogelaar (876-936) ∞ 909 Mathilde van Ringelheim (895-968) |